# George Lewis
Pour les articles homonymes, voir George Lewis (homonymie) et Lewis.
George Emanuel Lewis, né le 14 juillet 1952 à Chicago est un tromboniste, saxophoniste et compositeur américain. Spécialiste du jazz et de la musique expérimentale, il est membre de l'Association for the Advancement of Creative Musicians depuis 1971.
En complément des enregistrements réalisés sous son nom, il a également enregistré ou joué avec de nombreux autres musiciens renommés, notamment Anthony Braxton, Roscoe Mitchell, Wadada Leo Smith, Douglas Ewart, Muhal Richard Abrams, Count Basie, Gil Evans, Conny Bauer, et a fait partie de l'ICP Orchestra

## Biographie
Il commence l'étude du trombone à l'âge de neuf ans, encouragé par sa famille. Il joue très tôt dans divers orchestres locaux et fait la connaissance de Ray Anderson.
Plus tard il fait des études de sciences politiques à l'université Yale, au cours desquelles il côtoie des musiciens tels qu'Anthony Davis, Wes Brown Gerry Hemingway ou Hal Lewis.
Depuis 2004 il enseigne à l'Université Columbia; il a auparavant enseigné à l'Université de Californie à San Diego.
Il a reçu un prix MacArthur en 2002.
Il est reconnu pour ses travaux réalisés en utilisant des ordinateurs, en particulier un logiciel nommé Voyager, qui réagit en direct au jeu des musiciens. Il a notamment participé à NIME-06 (New Interfaces for Musical Expression) une conférence consacrée à la recherche sur le développement de nouvelles technologies pour l'expression musicale et artistique, qui s'est tenue à l'IRCAM en juin 2006 à Paris.
Il est marié à la joueuse de koto Miya Masaoka avec qui il a un enfant.

## Discographie choisie

### En tant que leader
- Solo Trombone Record (Sackville, 1976)
- Shadowgraph (Black Saint, 1977)
- Chicago Slow Dance (Lovely, 1977)
- Homage to Charles Parker (Black Saint, 1979)
- Voyager (Avant, 1993)
- Changing with the Times (New World, 1996)
- Endless Shout (Tzadik, 2000)
- The Shadowgraph Series: Compositions for Creative Orchestra (Spool, 2003)
- Sequel (for Lester Bowie) (Intakt, 2006)

### En collaborateur
- Elements of Surprise (1976) avec Anthony Braxton
- Duo (Black Saint, 1979) avec Douglas Ewart
- Company, Fables avec Derek Bailey, Evan Parker et Dave Holland
- From Saxophone and Trombone (Incus, 1980) avec Parker
- Yankees (Celluloid, 1982) avec Bailey et John Zorn
- Hook, Drift & Shuffle (1985) avec Bailey, Parker et Paul Lytton
- News for Lulu (Hathut Records, 1987) avec Zorn et Bill Frisell
- More News for Lulu (Hathut Records, 1992; enregistré en 1989) avec Zorn et Frisell
- Duo (Donaueschingen) 1976 (Hathut Records, 1994; recorded 1976) avec Braxton
- Slideride (hat Hut, 1994) avec Ray Anderson, Craig Harris et Gary Valente
- Triangulation (9 Winds, 1996) avec Vinny Golia et Bertram Turetzky
- The Usual Turmoil and Other Duets (Music & Arts, 1998) avec Miya Masaoka
- Conversations (Incus, 1998) avec Turetzky
- The Storming of the Winter Palace (Intakt, 1988) avec Irène Schweizer, Maggie Nicols, Joëlle Léandre et Günter Sommer
- Streaming (Pi, 2006) avec Muhal Richard Abrams et Roscoe Mitchell

### En tant que membre d'une formation ou invité
- Roscoe Mitchell Quartet, Roscoe Mitchell Quartet (Sackville, 1975)
- Anthony Braxton, Creative Orchestra Music 1976 (Arista)
- Anthony Braxton, The Montreux-Berlin Concerts (Arista)
- Roscoe Mitchell, Nonaah (Nessa, 1977)
- Roscoe Mitchell, L-R-G/The Maze/S II Examples (Nessa, 1979)
- Roscoe Mitchell Creative Orchestra, Sketches from Bamboo (Moers, 1979)
- Leo Smith Creative Orchestra, Budding of a Rose (Moers, 1979)
- Muhal Richard Abrams, Spihumonesty (Black Saint, 1979)
- Muhal Richard Abrams, Mama and Daddy (Black Saint, 1980)
- David Murray Octet, Ming (Black Saint, 1980)
- John Zorn, Archery (Parachute, 1981)
- Anthony Davis/James Newton Quartet, Hidden Voices (India Navigation)
- Anthony Davis, Episteme (Gramavision)
- Anthony Davis, Variations in Dream Time (Gramavision)
- Anthony Davis, Hemispheres (Gramavision)
- David Murray Octet, Home (Black Saint, 1982)
- Joëlle Léandre, Les douze sons (nato, 1983)
- Anthony Braxton, Four Compositions (Quartet) 1983 (Black Saint, 1983)
- Steve Lacy Seven, Prospectus (Hathut Records, 1984)
- Misha Mengelberg et al, Change of Season (Soul Note, 1985)
- Steve Lacy Nine, Futurities (Hathut Records, 1985)
- ICP Orchestra, ICP Plays Monk (1986)
- ICP Orchestra, Bospaadje Konijnehol I (1986)
- Richard Teitelbaum, Concerto Grosso (Hathut Records, 1988)
- Anthony Braxton, Ensemble (Victoriaville) 1988 (Victo, 1989)
- Leroy Jenkins, Space Minds, New Worlds, Survival of America (Tomato, 1989)
- Anthony Braxton, Dortmund (Quartet) 1976 (Hathut Records, 1991; recorded 1976)
- Misha Mengelberg et al, Dutch Masters (1991)
- Gil Evans Big Band, Lunar Eclypse (New Tone, 1993; recorded 1981)
- Anthony Braxton, Creative Orchestra (Köln) 1978 (Hathut Records, 1995; recorded 1978)
- Bert Turetzky & Mike Wolford, Transition and Transformation (9 Winds)
- Globe Unity Orchestra, 20th Anniversary (FMP, 1993; recorded 1986)
- Roscoe Mitchell, Nine to Get Ready (1997)
- Steve Lacy Seven, Clichés (Hathut Records, 1997; recorded 1992)
- Evod Magek, Through Love to Freedom (Black Pot, 1998)
- Miya Masaoka Orchestra, What Is the Difference Between Stripping and Playing the Violin? (Victo, 1998)
- Anthony Braxton, Quintet (Basel) 1977 (Hathut Records, 2000; recorded 1977)
- ICI Ensemble, ICI Ensemble & George Lewis (PAO, 2007)
- Globe Unity Orchestra, Globe Unity — 40 Years (Intakt, 2007)

## Distinctions

### Prix et récompenses
- 1984 : Prix MacArthur
- 2009 : American Book Awards pour A Power Stronger than Itself: The A.A.C.M. and American Experimental Music

### Honneurs
- 2018 : Doctorat honoris causa de l'Université Harvard[5]